# Manuel Pedro Guerreiro
Manuel Pedro Guerreiro foi um Governador Civil de Faro entre 9 de Agosto de 1924 e 28 de Setembro de 1925.